# Krzysztof Kołomański
Krzysztof Marek Kołomański (* 16. August 1973 in Opoczno) ist ein ehemaliger polnischer Kanute.

## Karriere
Krzysztof Kołomański nahm im Kanuslalom mit Michał Staniszewski im Zweier-Canadier an drei Olympischen Spielen teil. Ihr Debüt erfolgte anlässlich der Olympischen Spiele 1992 in Barcelona. Bei dem Wettkampf wurden zwei Läufe durchgeführt, wobei der schnellste für die Gesamtwertung herangezogen wurde. Nach 142,76 Punkten im ersten Lauf verbesserten sie sich danach im zweiten Lauf auf 133,75 Punkte, womit sie in der Gesamtwertung den zehnten Platz belegten. Olympiasieger wurden die US-Amerikaner Scott Strausbaugh und Joe Jacobi. Die Spiele 1996 in Atlanta verliefen für die beiden etwas erfolgreicher. Wieder gelang ihnen im Verlauf des Wettbewerbs eine Verbesserung im zweiten Durchgang. Von 173,78 Punkten verbesserten sie sich letztlich auf 169,95 Punkte, mit denen sie den siebten Gesamtplatz belegten. Franck Adisson und Wilfrid Forgues  aus Frankreich gelang diesmal der Gewinn der Goldmedaillen. Bei den Olympischen Spielen 2000 in Sydney beendeten sie die Vorläufe mit 285,94 Punkten auf dem sechsten Platz und zogen ins Finale ein. Dort gelang ihnen mit 124,19 Punkten im ersten Lauf und 119,62 Punkten im zweiten Lauf jeweils das zweitbeste Ergebnis, sodass sie auch in der Gesamtwertung den zweiten Platz belegten. Kołomański und Staniszewski gewannen damit hinter dem siegreichen slowakischen Brüderpaar Pavol und Peter Hochschorner sowie vor Marek Jiras und Tomáš Máder aus Tschechien die Silbermedaille.
Mit Michał Staniszewski wurde Kołomański außerdem 1995 in Nottingham im Zweier-Canadier in der Einzelwertung Weltmeister und gewann mit ihm 1999 in La Seu d’Urgell die Silbermedaille. Darüber hinaus belegten sie bei den Europameisterschaften 1996 in Augsburg und 2000 in Mezzana jeweils den dritten Platz der Einzelwertung, während sie in der Mannschaftswertung 1996 Zweite wurden. Mehrfach gewann Kołomański die polnischen Landesmeisterschaften. 
Nach den Olympischen Spielen 2000 beendete Michał Staniszewski seine Karriere und wurde Kanutrainer in Kanada, woraufhin auch Krzysztof Kołomański seine Karriere beendete. Für seinen Olympiaerfolg erhielt am 10. November 2000 das Verdienstkreuz der Republik Polen in Gold. 2001 schloss er ein Studium der Rechtswissenschaften an der Maria-Curie-Skłodowska-Universität in Lublin ab und arbeitet seitdem als Rechtsanwalt.